# 이스켄데르 케밥

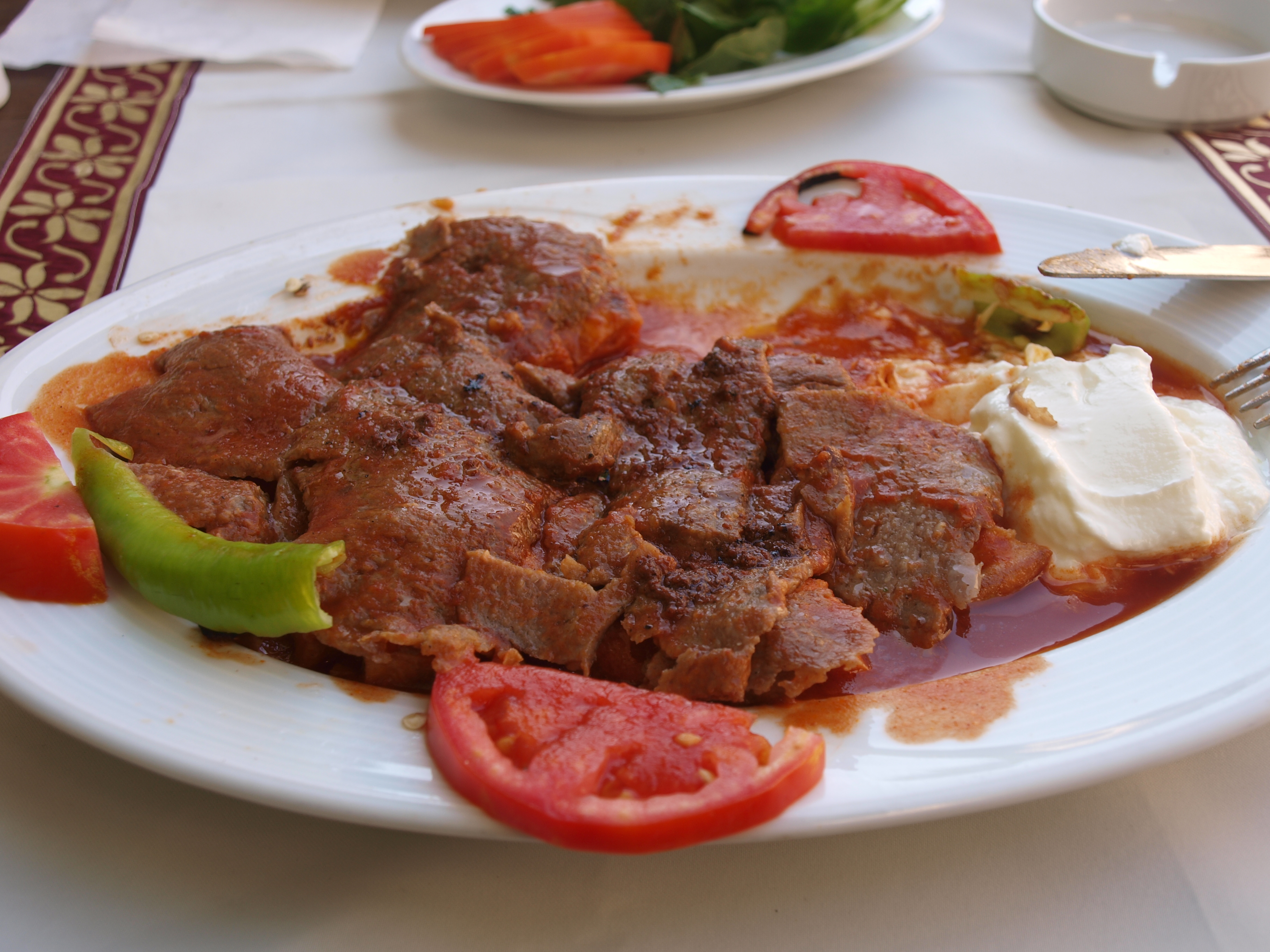
이스켄데르 케밥

이스켄데르 케밥(튀르키예어: İskender kebap 이스켄데르 케바프[*]) 또는 이스켄데르 되네르(튀르키예어: iskender döner)는 튀르키예 서북부의 도시인 부르사의 요리이다. 이스켄데르 케밥은 19세기 말에 처음으로 요리를 발명한 이스켄데르 에펜디의 이름을 따서 지어졌다.
이스켄데르 케밥은 일종의 되네르 케밥으로, 얇게 썬 양고기에 토마토 소스를 얹고, 그 위에 요거트와 양 치즈를 얹은 후, 피데 빵을 함께 서빙하는 요리다.
음식이 서빙된 후에, 웨이터가 녹인 버터를 끼얹어 주는 것이 특징이다. 원통 모양의 쾨프테도 종종 같이 제공된다.
"케밥츠 이스켄데르"라는 상표는 이스켄데로을루(İskenderoğlu) 가족에 의해 상표등록이 되어 있다. 이스켄데르 케밥은 전국의 많은 식당에서 "이스켄데르 케밥", "부르사 케밥" 같은 이름으로 판매가 되고 있다.

## 갤러리

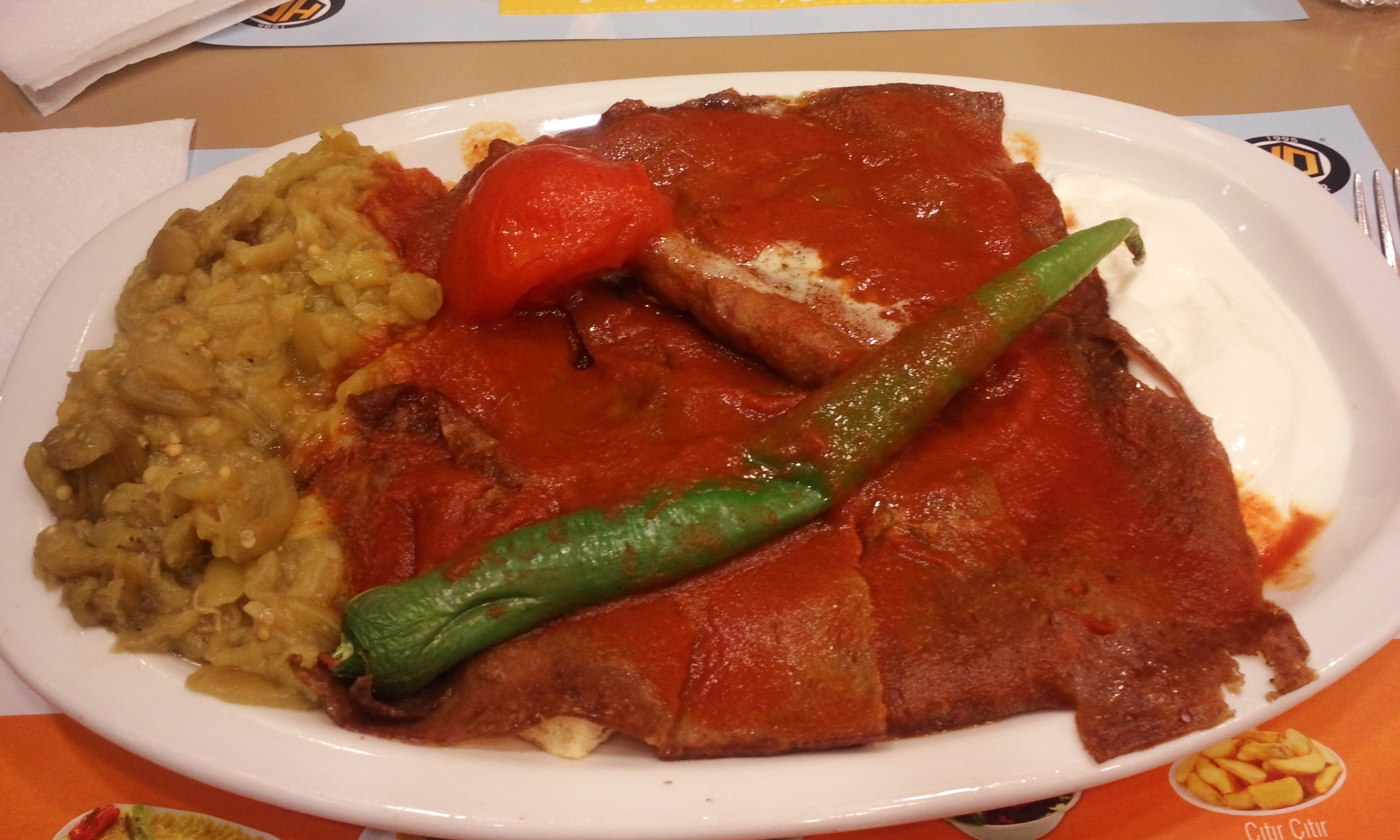
앙카라의 이스켄데르 케밥

## 같이 보기
- 튀르키예 요리